# Ford F
El Ford F es un vehículo que produjo la Ford Motor Company en el año 1905, hasta el año 1906, en Estados Unidos.
El modelo anterior al Ford F fue el Ford C y le sucedió el Ford N. Era un automóvil lujoso, un faetón con cuatro plazas, estribos y capota. La producción se inició en 1905 y terminó en 1906, después de producirse 1000 unidades de este modelo. En 1905 se comercializaba a un precio de 2.000 dólares. Todos los coches salieron de fábrica pintados de verde.